# ヌスレット・サンジャクリ
ヌスレット・サンジャクリ（Nusret Sancaklı、1954年 - ）は、トルコの地震学者で実業家。また留学先の日本において、当時広く使われていた「トルコ風呂」の名称変更を訴え、「ソープランド」に改称されるきっかけとなった人物。

## プロフィール
ユーゴスラビアで生まれ、1960年に家族でトルコに移住。イスタンブール大学で天文学を専攻後、1981年から1983年まで地震測定の研究で東京大学地震研究所に留学した。
日本で母国トルコの名前が性風俗店の名称（「トルコ風呂」）として定着していることにショックを受け、1984年に再来日した際、当時の渡部恒三厚生大臣に名称変更を直訴し改称運動を行った。
マスメディアに大きく取り上げられ、当時のトルコ大使館参事官イルハン・オウスも積極的にテレビに出演し改称を訴えた。その結果、東京都特殊浴場協会が「トルコ風呂」に代わる名称を公募し、1984年12月19日に「ソープランド」と改称された。
後にトルコで日本語学校や日本トルコ友好協会を設立。また絨毯の製造・販売業を営む。著書に『トルコトラベル会話集』などがある。